# Ruislip Gardens
Ruislip Gardens – stacja londyńskiego metra położona na trasie Central Line pomiędzy stacjami South Ruislip i West Ruislip. Mieści się w piątej strefie biletowej, w dzielnicy Ruislip, w zachodniej części miasta.
Niedaleko stacji znajduje się Polish War Memorial, pomnik wzniesiony by uczcić polskich lotników.

## Połączenia
Stację obsługują autobusy linii E7 i 696.

## Galeria

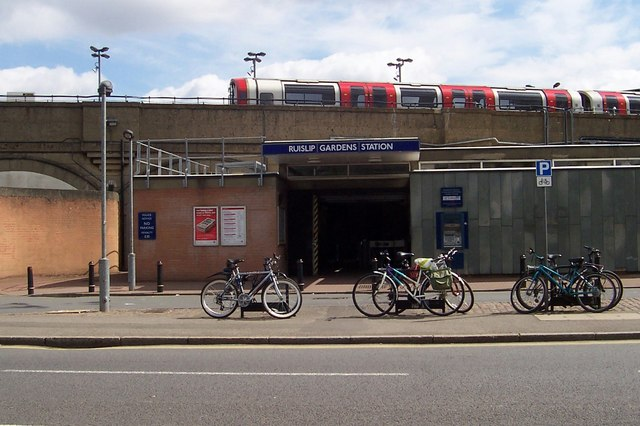
Wejście na stację, lipiec 2006
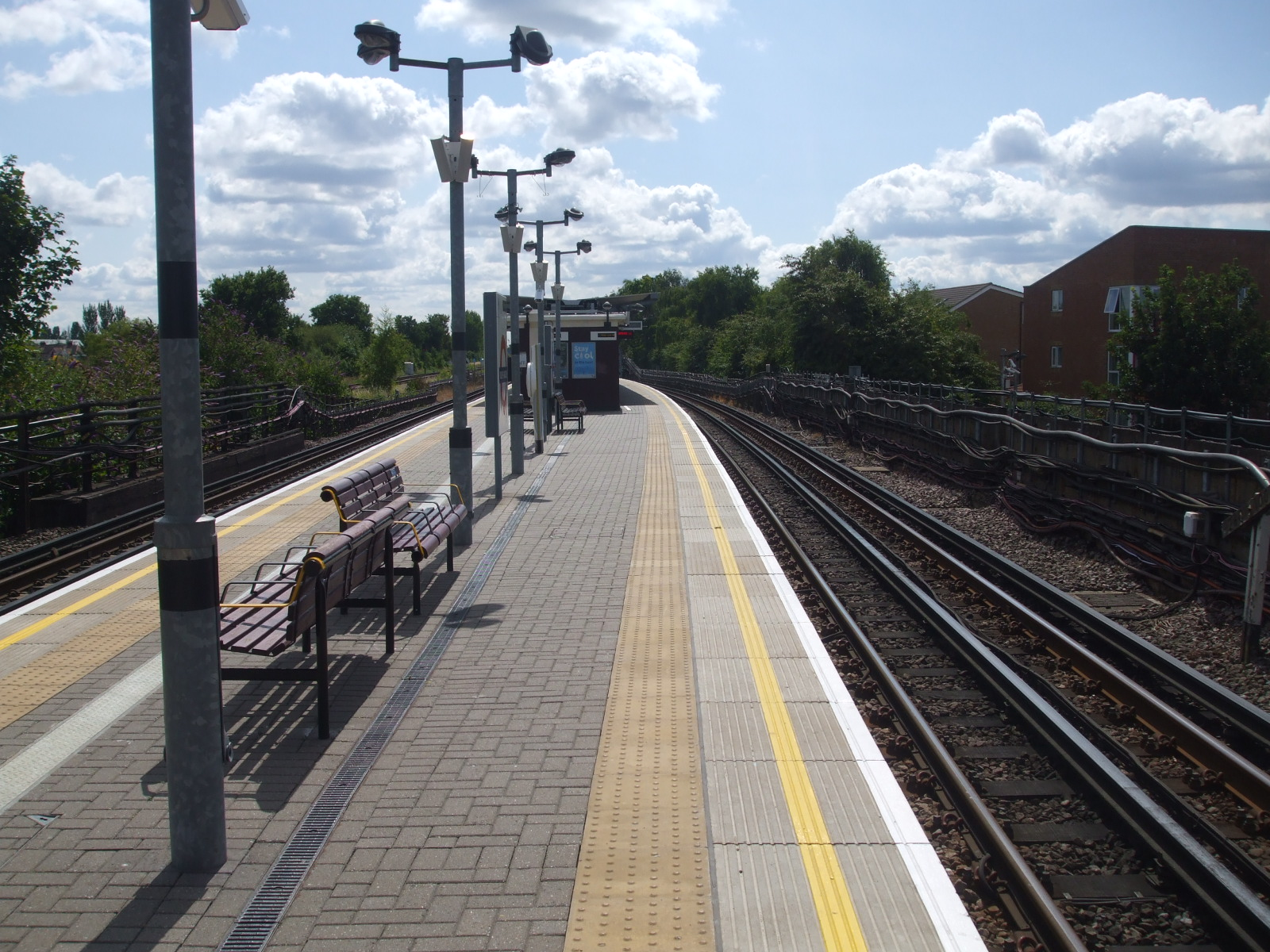
Platforma w kierunku wschodnim
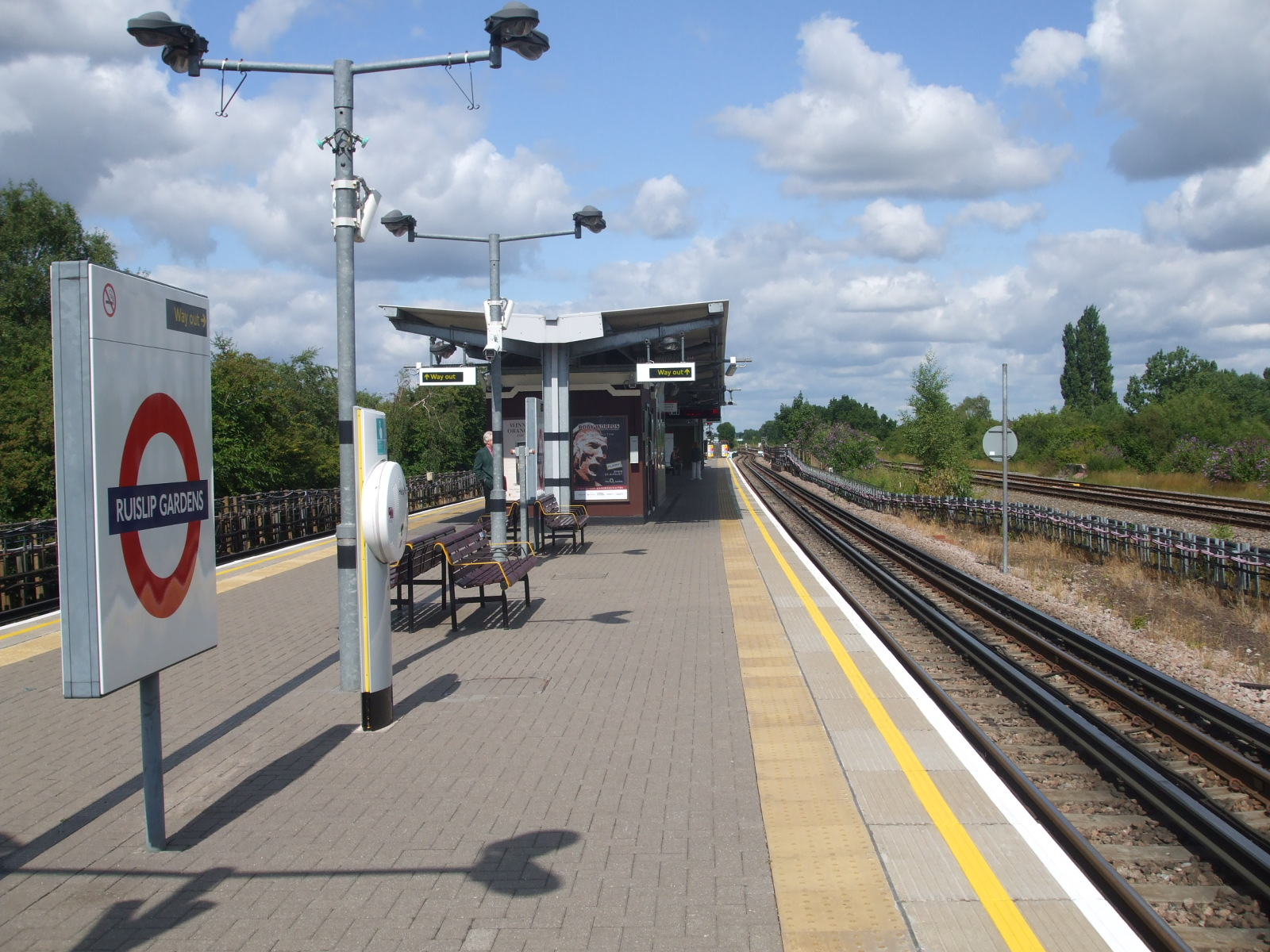
Platforma w kierunku zachodnim
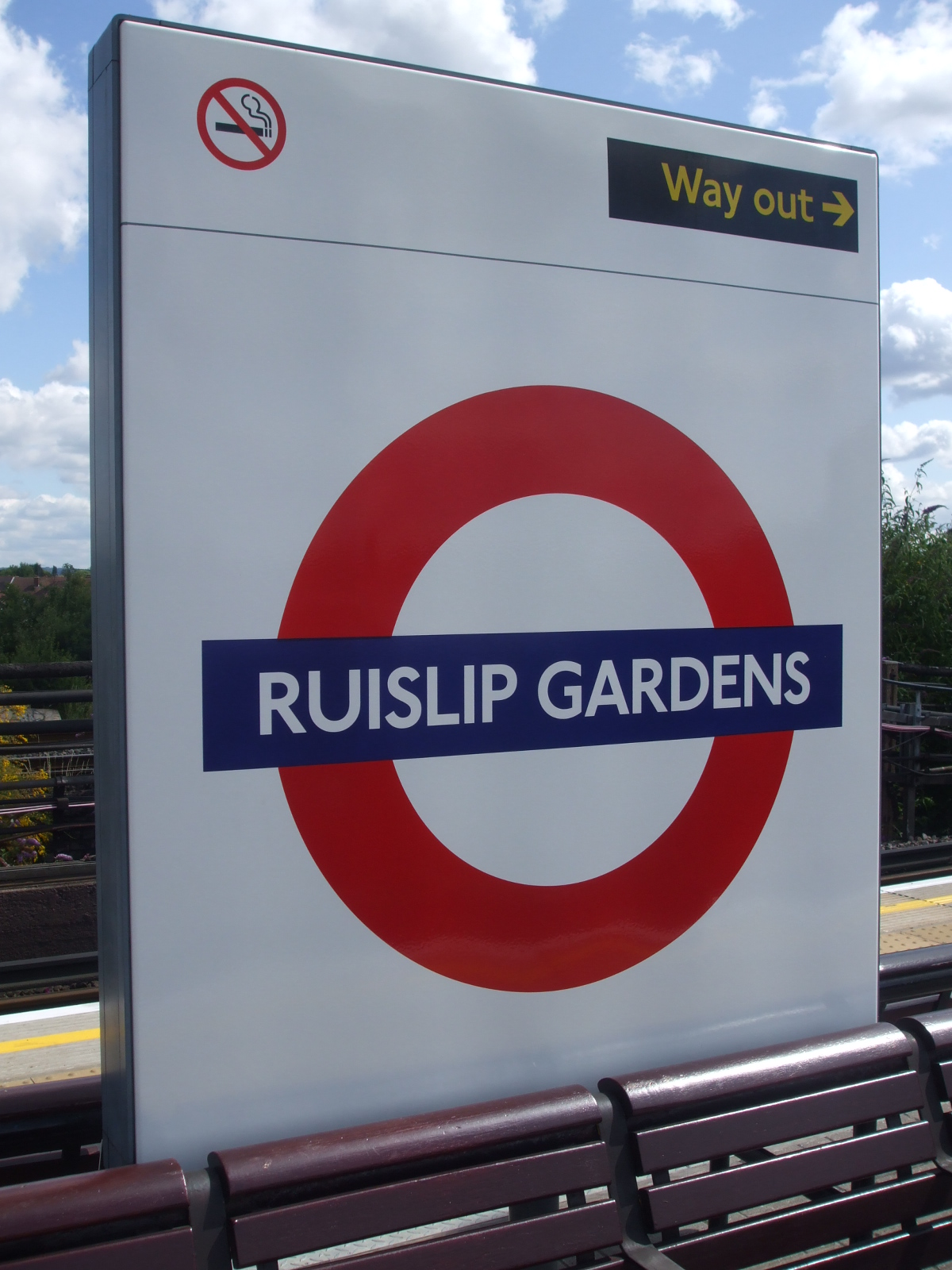
Symbol stacji